# 奇阿庫塔湖
16°11′42″S 68°14′38″W / 16.19500°S 68.24389°W

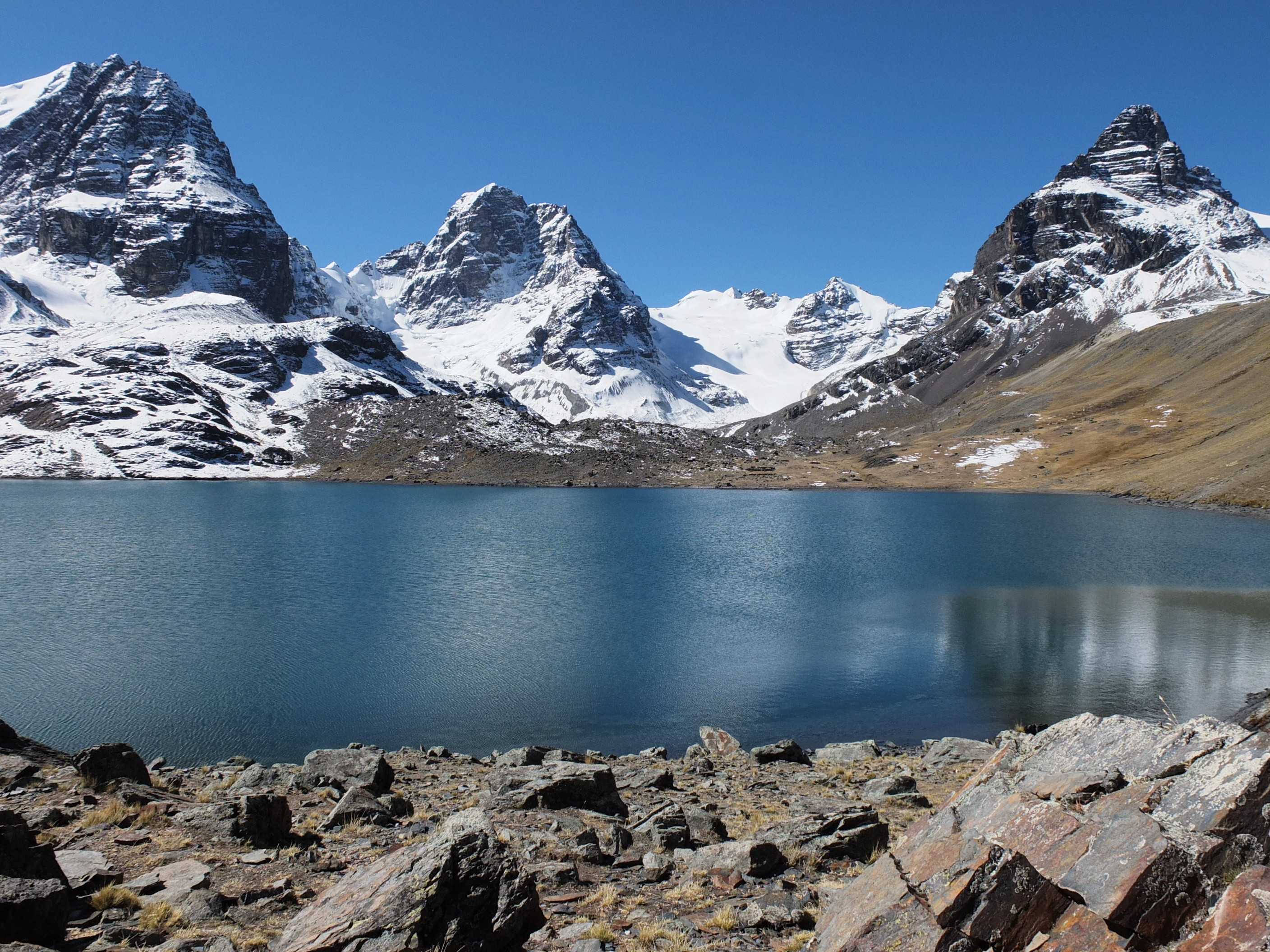

奇阿庫塔湖（Ch'iyar Quta），是玻利維亞的湖泊，位於該國西部拉巴斯省，處於孔多里里山附近和胡里庫塔湖以東的玻利維亞瑞阿爾山脈地區，海拔高度約4,700米。